# Dresden-Klotzsche
Dresden-Klotzsche – stacja kolejowa w Dreźnie, w dzielnicy Klotzsche, w kraju związkowym Saksonia, w Niemczech. Znajdują się tu 2 perony.